# Léon Krier
Léon Krier, född 7 april 1946 i Luxemburg, död 17 juni 2025 i Palma på Mallorca, var en luxemburgsk arkitekt, arkitekturteoretiker och stadsplanerare.
Krier inspirerades av sin äldre bror Robert Krier att utbilda sig till arkitekt och påbörjade sina studier vid universitetet i Stuttgart i mitten av 1960-talet. Han avslutade dock studierna 1969 utan examen och flyttade till Storbritannien där han började praktisera vid James Stirlings arkitektkontor. Därefter började han föreläsa vid Architectural Association School of Architecture i London, samtidigt som han författade arkitekturteorier och manifest. Liksom brodern Robert förespråkade Léon Krier i sina texter den traditionella europeiska staden och kritiserade modernismens stadsplanering. Mest uppmärksammad blev Kriers utopiska stadsplan från 1978 över hemstaden Luxemburg, som han förvandlade till en småskalig medeltidsstad med stadsmur och oregelbundna kvarter.
Krier gjorde därefter ett flertal konceptuella fantasiprojekt med stadsplaner för bland annat Rom, Berlin, Bremen och Stockholm, men inget av dessa förslag har realiserats. Överhuvudtaget fick Krier ytterst få projekt förverkligade, men blev ändå berömd för sitt historiskt inriktade, postmodernistiska, nyurbanistiska synsätt.